# Lijst van gemeenten in Uşak
Onderstaande lijst bevat alle gemeenten (2000) in de Turkse provincie Uşak.
| District  | Gemeente     |
| --------- | ------------ |
| Banaz     | Banaz        |
| Banaz     | Büyükoturak  |
| Banaz     | Kızılcasöğüt |
| Eşme      | Ahmetler     |
| Eşme      | Eşme         |
| Eşme      | Güllü        |
| Eşme      | Yeleğen      |
| Karahallı | Karahallı    |
| Karahallı | Karbasan     |
| Sivaslı   | Ağaçbeyli    |
| Sivaslı   | Pınarbaşı    |
| Sivaslı   | Selçikler    |
| Sivaslı   | Sivaslı      |
| Sivaslı   | Tatar        |
| Sivaslı   | Yayalar      |
| Ulubey    | Avgan        |
| Ulubey    | Hasköy       |
| Ulubey    | Kışla        |
| Ulubey    | Omurca       |
| Ulubey    | Ulubey       |
| Uşak      | Bölme        |
| Uşak      | Güre         |
| Uşak      | İlyaslı      |
| Uşak      | Uşak         |